# Euvola marensis
Euvola marensis is een tweekleppigensoort uit de familie van de Pectinidae. De wetenschappelijke naam van de soort is voor het eerst geldig gepubliceerd in 1964 door Weisbord.